# Barone Greenwich
Il titolo di Barone Greenwich è un titolo che venne creato per la prima volta nel 1767 per Lady Caroline Townshend, come prosecuzione del titolo ricevuto da suo padre, già Duca di Greenwich. Dal momento che entrambi i suoi figli la precedettero nella morte il titolo si estinse alla morte di Carolina.
Il titolo venne ricreato nel 1947 per il principe consorte Filippo, come titolo sussidiario a quello di Duca di Edimburgo ed a quello di Conte di Merioneth. Egli assunse questo titolo dal suo matrimonio con la principessa Elisabetta, poi regina col nome di Elisabetta II.

## Duca di Greenwich (1719)
- John Campbell, II duca di Argyll, I duca di Greenwich (1680–1743), titolo estinto alla sua morte.

## Baronessa Greenwich (1767)
- Caroline Townshend, I baronessa Greenwich (1717–1794), titolo estinto alla sua morte.

## Barone Greenwich (1947)
- Filippo, duca di Edimburgo (1921-2021): 1947-2021
- Carlo, principe del Galles (1948): 2021-2022.

Nel 2022 il principe Carlo sale al trono come Carlo III e il titolo torna alla Corona.